# Faeton červenoocasý

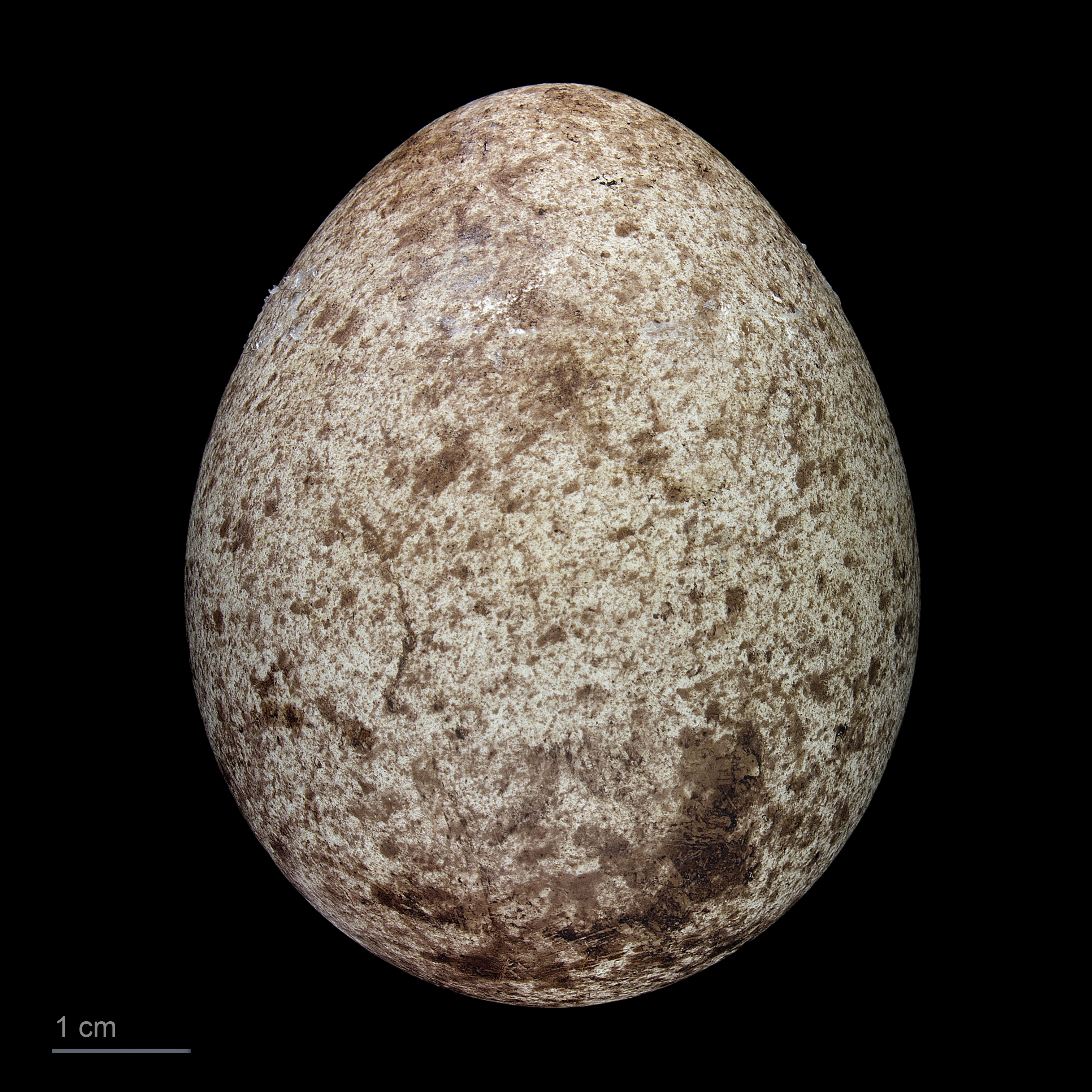
Phaethon rubricauda

Faeton červenoocasý (Phaethon rubricauda) je létavý pták z čeledi faetonovitých (Phaetontidae). Dosahuje velikosti přibližně 90–100 cm, váží až 1 kilogram. Nejčastěji se vyskytuje v Tichém a Indickém oceánu. Je to velmi dobrý letec, většinu času tráví ve vzduchu, ale na zemi se pohybuje velice nemotorně. Nemotorný pohyb na zemi je způsobený tím, že Faeton červenoocasý má nohy příliš vzadu na těle a proto je pro něj velmi náročné udržet rovnováhu a pohybovat se. Od ostatních faetonů se tento druh liší barvou ocasu a rozmístěním černého opeření na obličejové části hlavy.

## Potrava a lov
Živí se především rybami (hlavně létajícími) a menšími druhy hlavonožců, převážně olihněmi. Živí se lovem pod vodou, do vody se vrhá z velké výšky.

## Rozmnožování
Samice snáší jediné vejce na zem, trvá přibližně 40–46 dní, než se mládě vylíhne. Hnízdí především na skalách a útesech, ze kterých je snadné vzlétnout. V sezení a péči o mladé se střídají sameček se samičkou. Pohlaví se neliší opeřením, sameček je o něco málo větší než samička. Tokání probíhá tak, že samečci předvádí ve vzduchu nejrůznější akrobatické kousky, aby zaujali potenciální partnerky. Zároveň při námluvách švihá ze strany na stranu svými ocasními pery.